# Saint-Coulomb
Saint-Coulomb (tiếng Breton: Sant-Kouloum) là một xã của tỉnh Ille-et-Vilaine, thuộc vùng Bretagne, miền tây bắc nước Pháp.

## Dân số
Inhabitants được gọi là Colombanais.
| Năm | 1962 | 1968 | 1975 | 1982 | 1990 | 1999 |
| --- | ---- | ---- | ---- | ---- | ---- | ---- |
| Dân số | 1390 | 1542 | 1611 | 1746 | 1938 | 2168 |
| From the year 1962 on: No double counting—residents of multiple communes (e.g. students and military personnel) are counted only once. |      |      |      |      |      |      |

## Các xã lân cận
- Saint-Malo
- Cancale
- Saint-Méloir-des-Ondes